# Kamen Rider Heisei Generations: Dr. Pac-Man vs. Ex-Aid & Ghost with Legend Riders
Kamen Rider Heisei Generations: Dr. Pac-Man vs. Ex-Aid & Ghost with Legend Riders (仮面ライダー平成ジェネレーションズ　Dr.パックマン対エグゼイド&ゴースト　with レジェンドライダー Kamen Raidā Heisei Jenerēshonzu: Dokutā Pakkuman tai Eguzeido ando Gōsuto wizu Rejendo Raidā) là phần đầu tiên trong chuỗi  Heisei Generations Series; là bộ phim crossover giữa Kamen Rider Ex-Aid và Kamen Rider Ghost. Bộ phim ra rạp vào 26/12/2016.

## Nội dung
Bộ phim mở đầu trên Genm Corp, bị tấn công bởi bộ ba kẻ khủng bố cầm súng trong bộ đồ trắng. Nhân vật đeo mặt nạ Pac-Man bước vào và Kuroto bị sốc khi thấy anh ta, nói rằng anh ta thậm chí không còn tồn tại nữa. Emu cảm thấy nhẹ nhõm vì bệnh nhân đã cảm thấy tốt hơn và cậu bé cảm ơn Emu vì đã trở thành bác sĩ và giúp đỡ anh. Asuna điên cuồng chạy đến và nói với Emu rằng họ đã nhận được một số lượng lớn các cuộc gọi khẩn cấp và họ cần phải đến hiện trường của đại dịch. Emu xin lỗi chàng trai trẻ vì đã rời đi quá sớm và cố gắng vội vàng, nhưng vấp phải chân mình và ngã xuống mặt. Asuna bế Emu lên và kéo anh trở lại bệnh viện. Tại một trường trung học khác, Takeru Tenkuji đang mỉm cười và mơ mộng trong lớp, hạnh phúc vì những ngày của mình thật yên bình kể từ khi đánh bại Gamma trong khi một bài học quan trọng đang diễn ra cho một kỳ thi. Giáo viên cảm thấy khó chịu vì điều này và nhắc nhở ông Tenkuji rằng ông chậm hơn sáu tháng so với những người khác trong lớp và ông cần chú ý nếu ông nghiêm túc muốn vượt qua kỳ thi đại học. Takeru xin lỗi và nói rằng anh ấy sẽ cố gắng hơn nữa, vì cả lớp cười nhạo anh ấy. Akari và Onari xông vào lớp và thông báo cho Takeru rằng một hiện tượng siêu nhiên đang diễn ra bên ngoài. Khi thảm họa lan rộng, một bản tin thông báo rằng thương vong đã tăng lên kể từ khi nó bắt đầu. Emu và Asuna đến hiện trường và thấy một nhóm người bị nuốt chửng bởi những con virus Pac-Man nhỏ. Báo cáo tin tức tiếp tục, nói rằng Bộ Y tế đã đưa ra một cảnh báo về đại dịch và ra lệnh cho dân thường ở trong nhà của họ. Nạn nhân của virus Pac-Man bị sốt cao và có dấu hiệu nhiễm trùng khi bị sinh vật cắn. Takeru, Onari và Akari đến hiện trường và Akari nhắc nhở Takeru rằng anh ta có một cơ thể phàm trần nên anh ta phải cẩn thận và không làm quá sức. Các bạn cùng lớp của Togo chạy vào ba người và nhờ Onari giúp đỡ để giải cứu Togo. Sau khi hai anh hùng đến hiện trường, nhận ra thắt lưng của nhau, Takeru giải thích với Akari rằng cả anh và Emu đã gặp nhau trước đó. Virus Pac-Man tấn công nhóm trước khi có thể biến đổi, đặc biệt là nhắm vào Takeru và phủ nhận sức mạnh của anh ta sau khi cắn anh ta. Ghost Driver biến mất và Takeru không thể triệu hồi Parka Ghost của mình từ Ore Ghost Eyecon hoặc biến hình. Emu cố gắng trấn an Onari và Akari rằng anh ta sẽ làm những gì có thể, biến thành Kamen Rider Ex-Aid Action Gamer cấp 1 để chiến đấu với virus. Sau khi mở tiêu đề, những kẻ tấn công bí ẩn từ trước đó xác định vị trí mục tiêu và chuẩn bị cho một nhiệm vụ. Ex-Aid chống lại virus bằng cách cố gắng đập chúng bằng Gashacon Breaker của anh ta nhưng anh ta thậm chí không thể làm nhiễm virus Pac-Man. Takeru thấy Togo đang vật lộn để được giúp đỡ và sụp đổ, vội vã giúp đỡ, chỉ để bị hai trong số những kẻ khủng bố nhắm đến với một người biến thành Doral Bugster. Ex-Aid thay đổi thành Action Gamer cấp 2 để chiến đấu với Bugster, nói với Takeru, Asuna, Akari và Onari để đưa Togo đến một nơi an toàn trong khi anh ta giữ Doral Bugster. Người phụ nữ cố gắng theo dõi họ và chiến đấu với Takeru bằng thanh kiếm của mình khi anh ta can thiệp. Bất chấp nỗ lực của cả hai anh hùng, họ bị áp đảo và đánh bại dr. Pacman

## Nhân vật
| Kamen Rider Ex-Aid  | Emu Hojo       |
| Kamen Rider Brave   | Hiiro Kagami   |
| Kamen Rider Snipe   | Taiga Hanaya   |
| Kamen Rider Lazer   | Kiriya Kujo    |
| Kamen Rider Ghost   | Takeru Tenkuji |
| Kamen Rider Specter | Makoto Fukami  |
| Kamen Rider Necrom  | Alain          |

| Kamen Rider Wizard | Haruto Soma                |
| Kamen Rider Gaim   | Kouta Kazuraba (suit only) |
| Kamen Rider Drive  | Shinnosuke Tomari          |

- Poppy Pipopapo/Asuna Karino
- Kuroto Dan
- Haima Kagami
- Kyotaro Hinata
- Akari Tsukimura
- Onari Yamanouchi
- Shibuya Hachioji
- Narita
- Kanon Fukami
- Togo Kiyomiya

| Drive Driver | Krim Steinbelt |

- Mai Takatsukasa as Woman of the Beginning

| Dr. Pac-Man   | Michihiko Zaizen  |
| Genomes       | Michihiko Zaizen  |
| Robol Bugster | Soji Kuruse       |
| Doral Bugster | Kazushige Ryuzaki |
| Giril Bugster | Ageha Takeda      |

- Parado

## Diễn viên
- Emu Hojo (宝生 永夢 Hōjō Emu): Hiroki Iijima (飯島 寛騎 Iijima Hiroki)
- Hiiro Kagami (鏡 飛彩 Kagami Hiiro): Toshiki Seto (瀬戸 利樹 Seto Toshiki)
- Taiga Hanaya (花家 大我 Hanaya Taiga): Ukyo Matsumoto (松本 享恭 Matsumoto Ukyō)
- Kuroto Dan (檀 黎斗 Dan Kuroto): Tetsuya Iwanaga (岩永 徹也 Iwanaga Tetsuya)
- Asuna Karino (仮野 明日那 Karino Asuna): Ruka Matsuda (松田 るか Matsuda Ruka)
- Kiriya Kujo (九条 貴利矢 Kujō Kiriya): Hayato Onozuka (小野塚 勇人 Onozuka Hayato)
- Parado (パラド Parado): Shouma Kai (甲斐 翔真 Kai Shōma)
- Kyotaro Hinata (日向 恭太郎 Hinata Kyōtarō): Hironobu Nomura (野村 宏伸 Nomura Hironobu)
- Rider Gashat (ライダーガシャット Raidā Gashatto, Voice): Hironobu Kageyama (影山 ヒロノブ Kageyama Hironobu)

- Takeru Tenkuji (天空寺 タケル Tenkūji Takeru): Shun Nishime (西銘 駿 Nishime Shun)
- Akari Tsukimura (月村 アカリ Tsukimura Akari): Hikaru Ohsawa (大沢 ひかる Ōsawa Hikaru)
- Makoto Fukami (深海 マコト Fukami Makoto): Ryosuke Yamamoto (山本 涼介 Yamamoto Ryōsuke)
- Onari Yamanouchi (山ノ内 御成 Yamanouchi Onari): Takayuki Yanagi (柳 喬之 Yanagi Takayuki)
- Alain (アラン Aran): Hayato Isomura (磯村 勇斗 Isomura Hayato)
- Shibuya Hachioji (八王子 シブヤ Hachiōji Shibuya): Takuya Mizoguchi (溝口 琢矢 Mizoguchi Takuya)
- Narita (ナリタ): Reo Kansyuji (勧修寺 玲旺 Kanshūji Reo)
- Kanon Fukami (深海 カノン Fukami Kanon): Mio Kudo (工藤 美桜 Kudo Mio)
- Parka Ghosts (パーカーゴースト Pākā Gōsuto, Voice): Tomokazu Seki (関 智一 Seki Tomokazu)
- Ghost Driver (ゴーストドライバー Gōsuto Doraibā, Voice), Eyecon Driver G (アイコンドライバーＧ Aikon Doraibā Jī, Voice): m.c.A·T
- Mega Ulorder (メガウルオウダー Mega Uruoudā, Voice): Peter von Gomm

- Haruto Soma (操真 晴人 Sōma Haruto): Shunya Shiraishi (白石 隼也 Shiraishi Shunya)
- Kamen Rider Gaim (仮面ライダー鎧武 [ガイム] Kamen Raidā Gaimu, Voice): Gaku Sano (佐野 岳 Sano Gaku)
- Shinnosuke Tomari (泊 進ノ介 Tomari Shinnosuke): Ryoma Takeuchi (竹内 涼真 Takeuchi Ryōma)
- Drive Driver (ドライブドライバー Doraibu Doraibā, Voice): Chris Peppler (クリス・ペプラー Kurisu Pepurā)

- Michihiko Zaizen (財前 美智彦 Zaizen Michihiko): Shiro Sano (佐野 史郎 Sano Shiro)
- Soji Kuruse (来瀬 荘司 Kuruse Sōji): Hiroshi Tanahashi (棚橋 弘至 Tanahashi Hiroshi)
- Kazushige Ryuzaki (竜崎 一成 Ryūzaki Kazushige): Suzunosuke (鈴之助)
- Ageha Takeda (武田 上葉 Takeda Ageha): Chihiro Yamamoto (山本 千尋 Yamamoto Chihiro)
- Togo Kiyomiya (清宮 東吾 Kiyomiya Tōgo): Akira Takano (高野 洸 Takano Akira, Dream5)
- Announcer: Mika Kikuchi (菊地 美香 Kikuchi Mika)
- Medic: Kohei Suzuki (鈴木 晃平 Suzuki Kōhei)
- Yuki Kitami (北見 勇樹 Kitami Yūki): Rio Takanashi (高梨 理央 Takanashi Rio)
- Misa (ミサ): Yu Saotome (早乙女 ゆう Saotome Yū)
- Teacher: Kaoru Endo (遠藤 かおる Endō Kaoru)
- Hatena Bugster (ハテナバグスター Hatena Bagusutā, Voice): Hiroshi Naka (中 博史 Naka Hiroshi)
- Kamen Rider Ex-Aid Level 1, Kamen Rider Snipe Level 1, Kamen Rider Lazer Level 3: Satoshi Fujita (藤田 慧 Fujita Satoshi)
- Kamen Rider Ex-Aid Level 2, Level 3, Level XX R, Kamen Rider Ghost: Seiji Takaiwa (高岩 成二 Takaiwa Seiji)
- Kamen Rider Brave Level 1, Kamen Rider Lazer Level 1: Jiro Uchikawa (内川 仁朗 Uchikawa Jirō)
- Kamen Rider Ex-Aid Level XX L, Kamen Rider Brave Level 2, Level 3, Kamen Rider Necrom, Kamen Rider Drive: Jun Watanabe (渡辺 淳 Watanabe Jun)
- Kamen Rider Snipe Level 2, Level 3, Kamen Rider Ghost, Kamen Rider Specter: Eitoku (永徳)
- Kamen Rider Gaim, Genomes: Shinsuke Kusano (草野 伸介 Kusano Shinsuke)
- Kamen Rider Wizard: Kazuya Okada (岡田 和也 Okada Kazuya)
- Hatena Bugster: Jiro Okamoto (岡元 次郎 Okamoto Jirō)
- Robol Bugster: Kenji Tominaga (富永 研司 Tominaga Kenji)
- Doral Bugster: Kotaro Kaji (鍜治 洸太朗 Kaji Kōtarō)
- Giril Bugster: Yuya Nawata (縄田 雄哉 Nawata Yūya)

## Các vật phẩm sử dụng
- Gashats:
  - Ex-Aid
    - Mighty Action X, Kaigan Ghost, Gekitotsu Robots, Proto Mighty Action X, Mighty Brothers XX

  - Brave
    - Taddle Quest, DoReMiFa Beat

  - Snipe
    - Bang Bang Shooting, Jet Combat

  - Lazer
    - Bakusou Bike, Giri Giri Chambara

  - Robol Bugster
    - Proto Gekitotsu Robots

  - Doral Bugster
    - Proto Drago Knight Hunter Z

  - Giril Bugster
    - Proto Giri Giri Chambara
- Level:
  - Ex-Aid
    - Action Gamer Level 1, Action Gamer Level 2, Ghost Gamer Level 1, Ghost Gamer Level 2, Robot Action Gamer Level 3, Double Action Gamer Level XX

  - Brave
    - Quest Gamer Level 1, Quest Gamer Level 2, Beat Quest Gamer Level 3

  - Snipe
    - Shooting Gamer Level 1, Shooting Gamer Level 2, Combat Shooting Gamer Level 3

  - Lazer
    - Bike Gamer Level 1, Chambara Bike Gamer Level 3

### Energy Items
- - Ex-Aid
    - Emission

### Ghost Eyecons
- Eyecon:
  - Ghost
    - Ore, Ex-Aid, Musashi, Edison, Toucon Boost, Eyecon Driver G, Mugen, Tenkatoitsu

  - Specter
    - Specter, Houdini, Tutankhamun, Nobunaga, Deep Specter

  - Necrom
    - Necrom, Grimm, Sanzo
- Damashii:
  - Ghost
    - Ore Damashii, Ex-Aid Damashii, Musashi Damashii, Edison Damashii, Toucon Boost Damashii, Grateful Damashii, Mugen Damashii, Tenkatoitsu Damashii

  - Specter
    - Specter Damashii, Houdini Damashii, Tutankhamun Damashii, Nobunaga Damashii, Deep Specter

  - Necrom
    - Necrom Damashii, Grimm Damashii, Sanzo Damashii

### Shift Cars and Signal Bikes
- Car Used:
  - Type Change - Shift Speed (once in Trailer-Hou), Shift Wild (once in Trailer-Hou), Shift Technic, Shift Dead Heat, Shift Formula, Shift Tridoron
  - Tire Exchange - Max Flare, Rumble Dump, Road Winter
- Type Used
  - Type Speed, Type Speed Flare, Type Wild, Type Wild Dump, Type Technic, Type Technic Winter, Type Dead Heat, Type Formula, Type Tridoron
- Tire Blending used in Type Tridoron:
  - N/A
  - Form Change: Shift Dead Heat
  - Type Dead Heat

### Lockseeds
- - Orange (once in DJ Gun), Pine, Ichigo, Banana, Lemon Energy, Kachidoki, Kiwami
- Arms Changes
  - Orange Arms, Pine Arms, Ichigo Arms, Banana Arms, Jimber Lemon Arms, Kachidoki Arms, Kiwami Arms
- Weapons summoned in Kiwami Arms:
  - Musou Saber, DJ Gun

### Wizard Rings
- Ring:
  - Transformation - Flame, Water, Hurricane, Land, Flame Dragon, Infinity
  - Magic - Driver On, Copy (on the WizarSwordGun), Drago Timer
- Style
  - Flame Style, Water Style, Hurricane Style, Land Style, Flame Dragon, All Dragon, Infinity Style

## Âm nhạc

### kết thúc
- Hikari - lol

### nhạc nền
- B.A.T.T.L.E G.A.M.E - Kamen Rider Girls & Rider Chips
- Life is SHOW TIME - Shō Kiryūin
- JUST LIVE MORE - Gaim no Kaze
- SURPRISE-DRIVE - Mitsuru Matsuoka EARNEST DRIVE
- EXCITE - Daichi Miura